# Кабаличі
Кабаличі (рос. Кабаличи) — село в Брянському районі Брянської області Російської Федерації.
Населення становить 626 осіб. Входить до складу муніципального утворення Глинищевське сільське поселення.

## Історія
Від 2005 року входить до складу муніципального утворення Глинищевське сільське поселення.

## Населення
| 2010 | 2013 |
| ---- | ---- |
| 616  | ↗626 |